# Honduras nos Jogos Olímpicos de Verão de 1992
Honduras competiu nos Jogos Olímpicos de Verão de 1992 em Barcelona, Espanha.

## Resultados por Evento

### Atletismo
100 m masculino
- Jaime Zelaya
  - Eliminatórias — 11.02 (→ não avançou)

5.000 m masculino
- Polin Belisle
  - Eliminatórias — não começou (→ não avançou)

Salto triplo masculino
- Luis Flores
  - Classificatória — 15.08 m (→ não avançou)

Decatlo masculino
- Jorge Maradiaga
  - 100 metros — 11.75
  - Salto em distância — 6.18
  - Arremesso de peso — 9.54
  - Salto em altura — 1.70
  - 400 metros — 54.81
  - 110m com barreiras — 16.20
  - Lançamento de disco — 30.26
  - Salto com vara — 4.00
  - Lançamento de dardo  — 42.46
  - 1.500 metros — 5:04.10
- Classificação final — 5.746 pontos(→ 28º lugar)

### Esgrima
- Elvia Reyes

### Halterofilismo
- Osman Manzanares

### Natação
- Plutarco Castellanos
- Salvador Jiménez
- Ana Fortin
- Claudia Fortin